# Schwedenfahrt
Schwedenfahrt ist ein Buch von Walter Scherf, das prägend für die Großfahrten der bündischen Gruppen der Nachkriegsjugendbewegung wirkte.

## Inhalt

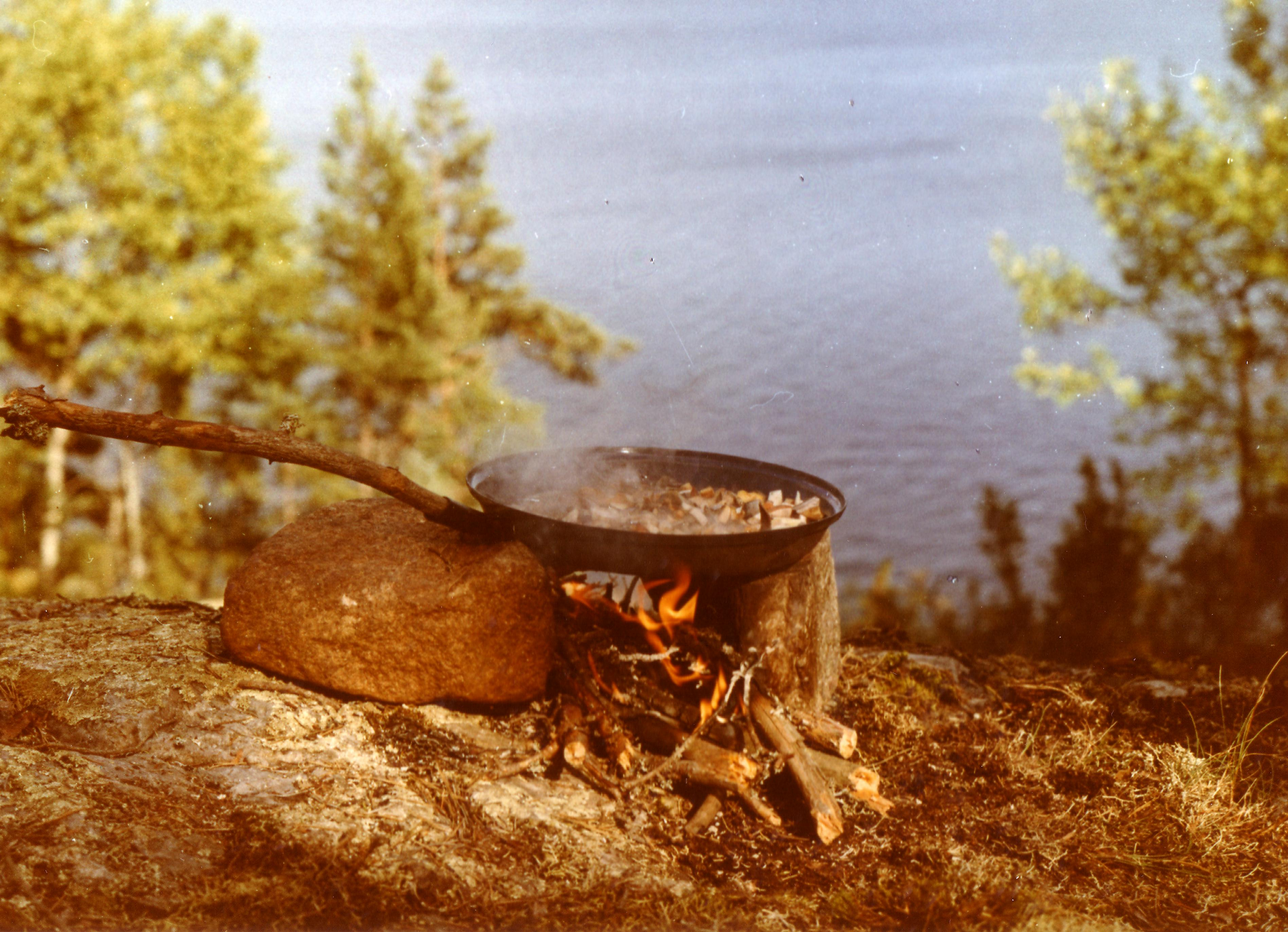
„Ih“, sagt er, „Pilze! Pilze mit Nudeln, Pilze mit Grieß, Pilze mit Kartoffeln, Pilze mit Eiern, Pilze aufs Butterbrot...“
Ein See in Dalsland, Schweden: Pilze brutzeln in der Pfanne der Fahrtengruppe.

Eine jungenschaftliche Fahrtengruppe aus dem Ruhrgebiet und dem Rheinland fährt nach Schweden, um eine Wildniswanderung durch Dalsland und Värmland zu unternehmen. Sie trifft einheimische Freunde wieder, wandert durch Regen und Sümpfe, begegnet interessanten Menschen und Kreuzottern, singt, sammelt Pilze und einer verirrt sich für einige Tage in den Wäldern und muss in einer großen Suchaktion wieder aufgefunden werden. Die Jungen erleben nicht nur eine seltsame Erscheinung am See Oberer Gla und den einsamen „König von Limmen“, sondern sie werden auch unaufdringlich von tejo, ihrem Gruppenleiter, zur Achtung der Natur geführt.

## Entstehungsgeschichte
Walter Scherf, der im Buch unter seinem Fahrtennamen tejo auftaucht, hatte bereits dreimal die schwedische Provinz Dalsland erkundet und wollte 1954 auf einer vierten Gruppenfahrt, die auch Värmland mit einbezog, Fotos und Stoff für ein Buch sammeln. Im Buch Schwedenfahrt sind die Erlebnisse und Erfahrungen dieser Unternehmungen gestaltet und zu einer einzigen Fahrt verdichtet worden.

## Rezeption und Wirkungen
Die im Buch geschilderte Schwedenfahrt wurde von bündischen Gruppierungen, aber auch manchen Pfadfindern bis heute als Vorbild einer Wildnisfahrt und Impuls für selbständige Fahrtenunternehmungen gesehen und gab ihnen Anregung für zahlreiche Skandinavienfahrten und zu eigenen Fahrtenbüchern. Es löste „eine bündische Karawane aus“, und Gruppen versuchten zum Beispiel in Verkennung der Intention Scherfs, den im Buch erwähnten, aber nur verschlüsselt lokalisierten „schönsten See“ zu entdecken. Inzwischen sind Dalsland und Värmland touristisch erschlossen, unter anderem mit Kanu-Camps, und eine Wildniswanderung in der beschriebenen Art ist hier nicht mehr möglich. Scherfs Anspruch, Fahrt und Fahrtenlandschaft ökologisch wahrzunehmen, wirken bis heute in den Bünden nach.

## Textanalyse und literarische Wertung
Der Autor zeigt, wie eine jungenschaftliche Fahrtengruppe Menschen, Landschaften, Natur und Kultur entdecken kann. Für die Nachkriegsjugendlichen aus dem noch zum Teil in Trümmern liegenden Ruhrgebiet ist das Durchstreifen der Wildnis ein besonderes Naturerlebnis. Diese Annäherung an die Natur wird von Scherf in einer klaren und dennoch literarischen Sprache frei von Sentimentalität dargestellt. „Man kann es auch lesen als ein Lehrbuch für Jungenschaftskultur“, schreibt Peter Stibane in seiner Dokumentation über dieses Buch und meint, dass der Autor hiermit einen „Idealtypus von Fahrt erzeugt“ habe. Scherf flicht Erlebnisse früherer Fahrten in die Handlung ein und veranschaulicht Landschaft und Atmosphäre, indem er Illustrationen, Kartenskizzen, Schwarzweißfotos und Lieder einfügt.

## Zitat
„Und dann entdecken wir das unglaublichste Sturmkap unserer ganzen Fahrt. Es liegt frei nach Norden und Westen und besteht aus einem Gewirr rundgeschliffener Buchten und still blinkender Lagunen in glatten, flachen Felsmauern. Kiefern, deren Stämme krumm aus Gesteinsspalten kriechen, stehen schwarz und abenteuerlich gegen die wilden Wolken des Westhimmels. Immer ist die Luft voller Schaum und Brandungssprühen. Nur hinter einer fast senkrechten Wand ist in grauen und grünen Moospolstern abgeschiedene Stille.“

### Textausgaben
- 1955: Paulus Verlag, Recklinghausen (mit Illustrationen von Lothar Heinemann und Fotos von Jürgen Retzlaff)
- 1976: Südmarkverlag Fritsch, Heidenheim. Piratenbücherei, Bd. 9. (Taschenbuch-Ausgabe ohne die Fotoabbildungen. Weiterhin lieferbar im Nachfolgeverlag: Verlag der Jugendbewegung, Berlin)

### Sekundärliteratur
- Peter Stibane: Schwedenfahrt – eine Spurensuche. Puls 25. Dokumentationsschrift der Jugendbewegung. Verlag der Jugendbewegung, Berlin 2006, ISSN 0342-3328
- Walter Sauer: Der Mythos des Naturerlebnisses in der Jugendbewegung. In: Joachim H. Knoll (Hrsg.): Typisch deutsch: Die Jugendbewegung. Beiträge zu einer Phänomengeschichte. Leske und Budrich, Opladen 1988, ISBN 3-8100-0674-2.